# 博诺
博诺，KBE（英語：Bono，1960年5月10日—），本名保罗·大卫·休森（英語：Paul David Hewson），爱尔兰搖滾樂團U2的主唱兼旋律吉他手，乐队大多数歌词皆出自博诺之手，而且擅用歌詞表達對政治、時局、社會的看法，近來則根據家庭生活個人經驗作為歌詞來源。
博诺同时还是一位出色的社会活动家，为推动减免非洲第三世界国家的债务和艾滋病问题游说西方各国以及梵蒂冈教廷，并曾以教宗特使的身份参加八国财长会议。曾被諾貝爾和平獎提名，並且被英國伊莉莎白二世授勳大英帝國勳章（但因波諾本身非英國公民，故不以爵士稱呼），以及獲《時代雜誌》選為時代年度風雲人物。

## 早年生活
原名保羅的博诺出生于爱尔兰都柏林，是家裡的次子。有一名兄弟諾曼（Norman），當邮局职员的父亲包伯·休森（Bob Hewson）是名天主教徒，母亲艾芮絲（Iris）則是聖公會新教徒，两人間宗教互異的婚姻在当时的爱尔兰是非常少见的。保羅本人被母亲作为新教徒养大，但是因为小时候的顽皮行径，被街坊邻居称作“小反基督徒”。因为家庭的特殊，以及都柏林当时的社会经济情况，按照他自己的说法，他是在一个充满轻微暴力的中下层环境中长大，周围的孩子会因为与众不同而和他打架。他也必须坐公车去比较远的都柏林教堂山高中（Mount Temple High School）上课，那是愛爾蘭第一所合一學校。這所学校同时招收天主教徒和新教徒的孩子。
1974年9月，在他13至14岁時，保羅的外祖父去世，而他的母亲在参加完自己父亲的葬礼之后很快病倒，并因为脑溢血在二週後离开了人世。母亲的去世对他影响很大，他在在不少U2的歌曲中也有寫到他的母親，例如：《Out of Control》、《I Will Follow》、《Tomorrow》、《Lemon》、《Mofo》等。
他与当时比较好的几个朋友，包括古奇（Guggi，原名Fionan Hanvey）、蓋文·弗萊德（Gavin Friday，原名Derek Rowen，兩人勻是另一個與U2關係匪淺的樂團「處女梅」Virgin Prunes的成员）等人，成立了一個名叫利普頓村（Lypton Village）的秘密音樂社團，想要用音乐这种方式摆脱掉生活的不快。
在利普頓村中，所有的村民（會員）都不使用原名，而是改用一個由其他村民們決定、最能代表當事者本身特質的綽號互相稱呼。起初他的綽號是Bono Vox，源自附近一家助聽器材店的店名Bona Vox。保羅當時並不喜歡這名字，但在得悉Bona Vox是指「好嗓音」後就接受了。其後Bono Vox被簡化成Bono，也就是他現在廣為人知的藝名「波諾」。波諾不單是他的藝名，甚至他的親友也以此來稱呼他；他的妻子愛莉稱呼他為「B」，也就是Bono的首字母。

## 個人生活
波諾於1975年於高中认识了愛莉森·史都華（Alison "Ali" Stewart），愛莉在她母親死後担当了他临时母亲的职责，照顧他日常飲食及確保他成功到達學校。兩人於1982年8月21日結婚，在全聖人教堂 (All Saints Chunch)以愛爾蘭聖公會的儀式舉行典禮，並由U2的貝斯手亞當·克雷頓擔任他的伴郎。兩人於1989年5月10日生下第一個女兒喬丹 (Jordan)；1991年7月7日生下第二個女兒曼菲絲·伊芙（Memphis Eve）；1999年8月18日第一個兒子伊萊亞（Elijah Bob Patricus Guggi Q）出世；2001年5月21日小兒子約翰·亞伯拉罕（John Abraham）出世。波諾的小女兒伊芙也遺傳了父親的表演魅力，她曾在2001年斯莱恩城堡的演唱會上和父親在《Mysterious Ways》演奏時共舞，朝演戲之路邁進，並且在2008年首次演出電影《The 27 Club》。波諾一家人現在定居在愛爾蘭都柏林郡基勒尼（Killiney）。
2001年波諾的父親包伯因為癌症去世，波諾與父親之間的冷戰關係成了波諾永遠修復不了的破洞。波諾作了一首新歌《Sometimes You Can't Make It on Your Own》懺悔與父親的關係，並且在葬禮上演唱這首歌。波諾曾在這首歌的音樂錄音帶註明：「我真希望能更了解他就好了。」
波諾在公眾場合上的標準配備是太陽眼鏡，波諾曾接受《滾石雜誌》訪問時說道：「我的眼睛對光相當敏感，如果有人在我面前按快門，接下來的幾天我都還能看到殘影。」波諾在1980年代的演唱會上很少佩戴太陽眼鏡，不過在90年代的Zoo TV巡迴演唱會上，由於波諾使用「The Fly」（大圓墨鏡）、「Mirror-Ball Man」（典型圓鏡）舞台身分，太陽眼鏡也逐漸成了波諾的隨身物件之一。2000年以前波諾習慣佩帶藍色眼鏡，在Elevation巡迴演唱時倒在多場表演時裸眼演出。2004年的「暈眩國度」巡迴演唱，則又恢復戴眼鏡的習慣。波諾自1990年後便時佩戴眼鏡在公眾場合露面，應該也可說這成了時代潮流的一部分。

## 荣誉

### 外国勋章奖章
- (Chev. L.H.) (Knight): Chevalier dans l'Ordre de la Légion d'honneur ( 法國榮譽軍團勳章騎士), 法國 (28 February 2003)
- (OL): Oficial da Ordem da Liberdade (自由勛章官佐), 葡萄牙 (21 April 2005)[6][7]
- (KBE) 榮譽大英帝國勳章爵級司令，英國 (20 January 2007)[8][9]
- Commandeur dans l' 藝術與文學勳章司令 , 法國 (16 July 2013)[10]
- 三等功绩勋章（乌克兰，2022年8月23日公布[11]）

## 外部連結
| 榮銜               | 榮銜                                                                     | 榮銜      |
| ------------------ | ------------------------------------------------------------------------ | --------- |
| 前任： 喬治·W·布殊 | 時代年度風雲人物 （与美琳达·盖茨和比尔·盖茨共同代表好撒马利亚人） 2005年 | 繼任： 你 |